# Casilda Ampuero Gandarias
Casilda Ampuero Gandarias (San Vicente de la Barquera, 28 de mayo de 1906 - San Vicente de la Barquera, 1978) fue una escritora y novelista, vinculada al carlismo que se adhirió al franquismo y entre 1938 y 1939 dirigió la Delegación Nacional de Frentes y Hospitales.

## Biografía
Nació en San Vicente de la Barquera, el seno de una rica y distinguida familia vizcaína, vinculada al carlismo. Era hija de Casilda Gandarias Durañona y José Joaquín Ampuero y del Río, sobrina del alcalde de Durango, José María Ampuero y sobrina de Pedro Pascual Gandarias.  Participó en diferentes empresas familiares, entre otras, Altos Hornos de Vizcaya, Banco Urquijo, Banco Bilbao-Vizcaya, diario Nervión, Portland, Hispano-Suiza y en la construcción de los ferrocarriles del País Vasco.

### Trayectoria literaria
Desde muy joven escribió artículos para periódicos, pero se hizo conocido principalmente por las novelas que escribía. Sus obras describieron el contexto inmediato, Entre viejos muros está ambientada durante la Guerra civil española, La Ley del Silencio, sin embargo, en las secuelas de la guerra. Su novela más destacada fue El brigadier de los pájaros .

### Delegación Nacional de asistencia a frentes y hospitales
Entre 1938 y 1939, Casilda dirigió la Delegación Nacional de Ayuda a los Frentes y Hospitales, organización carlista y franquista, en sustitución de Urraca Pastor. La organización tuvo grandes tensiones con la  Sección Femenina de Pilar Primo de Rivera.
En 1941 se casó en Durango con José Enrique Varela, general y ministro franquista.El matrimonio tuvo dos hijos, José Enrique Varela, segundo Marqués de Varela,y Casilda Varela Ampuero, que se casó con el guitarrista Paco de Lucía.
Fue una de las fundadoras de la Fundación Nacional Francisco Franco creada en 1977.